# Joca (football)
 (décembre 2014).
Si vous disposez d'ouvrages ou d'articles de référence ou si vous connaissez des sites web de qualité traitant du thème abordé ici, merci de compléter l'article en donnant les références utiles à sa vérifiabilité et en les liant à la section « Notes et références ».
Joca, de son vrai nom Ricardo Jorge da Silva Pinto Pereira, né le 4 mars 1981 à Porto, est un footballeur portugais.